# سرود ملی بلیز
سرزمین آزادگان (به انگلیسی: Land of the Free) سرود ملی کشور بلیز است. متن این سرود نوشته ساموئل آلفرد هاینس و آهنگ آن ساخته سلوین والفورد یانگ در سال ۱۹۶۳ است. این سرود در سال ۱۹۸۱ رسمیت یافت.

## متن
| متن انگلیسی O. Land of the Free by the Carib Sea, Our manhood we pledge to thy liberty! No tyrants here linger, despots must flee This tranquil haven of democracy The blood of our sires which hallows the sod, Brought freedom from slavery oppression's rod, By the might of truth and the grace of God, No longer shall we be hewers of wood. Refrain Arise! ye sons of the Baymen's clan, Put on your armour, clear the land! Drive back the tyrants, let despots flee - Land of the Free by the Carib Sea! Nature has blessed thee with wealth untold, O'er mountains and valleys where prairies roll; Our fathers, the Baymen, valiant and bold Drove back the invader; this heritage hold From proud Rio Hondo to old Sarstoon, Through coral isle, over blue lagoon; Keep watch with the angels, the stars and moon; For freedom comes tomorrow's noon. | برگردان فارسی ای سرزمین آزادگان در کرانه کارائیب مردانگی خود را وقف آزادی‌ات می‌کنیم هیچ ستمگری در اینجا تاب نمی‌آورد، خودکامگان محکوم به گریزند در این مأمن آرام مردم‌سالاری خون نیاکان ما که به خاک تقدس می‌بخشد با خود، آزادی از ترکه ظلم بردگی را، همراه آورد به نیروی راستی و لطف ایزدی ما دیگر هیزم‌شکن نخواهیم بود ترجیع‌بند بپا خیزید! ای پسران دودمان بـِـیمن جوشن به تن کنید و سرزمین را پاک سازید ستمگران را پس برانید، و خودکامگان را بگریزانید! ای سرزمین آزادگان در کرانه کارائیب! طبیعت به تو دارایی وصف‌ناپذیری بخشیده‌است فراسوی کوهساران و دره‌ها، آنجا که چمنزارها گسترده‌اند پدران ما، بیمن‌ها، دلاور و بی‌باک متجاوزان را پس راندند؛ و میراثی را برجا گذاشتند. از ریو هُندوی سربلند تا سارسْتون پیر از میان جزیره مرجان، وز فراز تالاب نیلگون به همراه فرشتگان، ستارگان و ماه، چشم به راه بنشین که آزادی، فرداروز می‌آید. |